# Guapo
Guapo je rijeka u Venezueli. Ulijeva se u Karipsko more.